# Залевский, Марек
Марек Залевский (пол. Marek Zalewski; род. 2 февраля 1963, Августов, Польша) — польский прелат и ватиканский дипломат. Титулярный архиепископ Африки с 25 марта 2014. Апостольский нунций в Зимбабве с 15 июля 2014 по 21 мая 2018. Апостольский нунций в Сингапуре и апостольский делегат во Вьетнаме с 21 мая 2018.